# 15790 Keizan
15790 Keizan è un asteroide areosecante. Scoperto nel 1993, presenta un'orbita caratterizzata da un semiasse maggiore pari a 2,3602060 UA e da un'eccentricità di 0,3170060, inclinata di 22,87490° rispetto all'eclittica.